# Dia de la Gastronomia Sostenible
El Dia de la Gastronomia Sostenible és un dia internacional que se celebra anualment el 18 de juny.
El 21 de desembre de 2016 l'Assemblea General de les Nacions Unides, a través de la Resolució 71/469, va designar el 18 de juny 'Dia de la Gastronomia Sostenible'. La proposta va ser presentada per la representació permanent del Perú davant les Nacions Unides per la Societat Peruana de Gastronomia (APEGA), fundada el 2007. S'enten per gastronomia l'art de preparar un bon àpat, i tambe un estil de cuina d'una determinada regió. La gastronomia sostenible és sinònim d'una cuina que té en compte l'origen dels ingredients, com es cultiven i com arriben als nostres mercats i, finalment, als nostres plats. L'Assemblea General de l’ONU, l'Organització de les Nacions Unides per a l'educació, la ciència i la cultura (UNESCO) i l'Organització de les Nacions Unides per a l'Agricultura i l'Alimentació (FAO) treballen conjuntament per donar a conèixer al públic la contribució de la gastronomia en el desenvolupament sostenible. Aquesta iniciativa s'executa en coordinació i col·laboració amb els estats membres, organitzacions de les Nacions Unides i altres organismes internacionals i regionals, així com amb la societat civil.